# Perchiu, Bacău
Perchiu este un sat în comuna Huruiești din județul Bacău, Moldova, România. La sfârșitul secolului al 19-lea, Vasile Pârvan, istoric și arheolog român, s-a născut aici, la 28 septembrie 1882.